# Coja (Arganil)
Coja is een plaats (freguesia) in de Portugese gemeente Arganil en telt 1 650 inwoners (2001).